# فرانک مالی
فرانک مالی (به انگلیسی: Malian franc) یکای پول رایج در کشور مالی است. مسئولیت کنترل این یکای پول برعهدهٔ بانک مرکزی مالی قرار دارد.